# Christina Aguilera (албум)
„Christina Aguilera“ е дебютният английски студиен албум на американската поп изпълнителка Кристина Агилера, издаден през 1999. Достига върха на националната класации за албуми, тази на САЩ като във Великобритания единият сингъл „Genie in a Bottle“ става номер едно. Албумът е популяризиран в турнето Christina Aguilera: In Concert.

## Списък с песни

### Оригинален траклист
1. „Genie in a Bottle“ – 3:39
2. „What a Girl Wants“ – 3:52
3. „I Turn to You“ – 4:33
4. „So Emotional“ – 4:00
5. „Come on Over Baby (All I Want Is You)“ – 3:09
6. „Reflection“ – 3:33
7. „Love for All Seasons“ – 3:59
8. „Somebody's Somebody“ – 5:03
9. „When You Put Your Hands on Me“ – 3:35
10. „Blessed“ – 3:05
11. „Love Will Find a Way“ – 3:56
12. „Obvious“ – 3:58

### Испанско и Латиноамериканско издание
1. „Genio Atrapado“ – 3:36

### Бразилско издание
1. „What a Girl Wants“ (Smooth Mix)	– 3:27

### Японско издание
1. „We're a Miracle“ – 4:11
2. „Don't Make Me Love You“ – 3:53

### Японско Remix Plus издание
1. „Genie in a Bottle“ (Flavio vs. Mad Boris Remix) – 6:31
2. „What a Girl Wants“ (Eddie Arroyo Dance Radio Edit) – 4:05
3. „I Turn to You“ (Thunderpuss Remix) – 4:21
4. „Genio Atrapado“ (Remix) – 4:38
5. „Come on Over Baby (All I Want Is You)“ – 3:23

### Преиздание
1. „What a Girl Wants“ (видео версия) – 3:35
2. „Come on Over Baby (All I Want Is You)“ – 3:24

### Специално и дигитално разширено издание
1. „Genie in a Bottle“ (Flavio vs. Mad Boris Remix) – 6:31
2. „What a Girl Wants“ (Eddie Arroyo Dance Radio Edit) – 4:05
3. „I Turn to You“ (Thunderpuss Remix) – 4:21
4. „Genio Atrapado“ (Remix) – 4:38
5. „Don't Make Me Love You“ – 3:39
6. „Come on Over Baby (All I Want Is You)“ – 3:23

## Класации
| Класация           | Сертификация | Продажби  |
| ------------------ | ------------ | --------- |
| САЩ                | 8x Платинен  | 9 142 000 |
| Европа             | Платинен     | 1 000 000 |
| Австралия          | Платинен     | 70 000    |
| Канада             | 6x Платинен  | 600 000   |
| Холандия           | Златен       | 100 000   |
| Мексико            | Платинен     | 150 000   |
| Нова Зеландия      | Платинен     | 15 000    |
| Швейцария          | Платинен     | 50 000    |
| Обединено Кралство | Платинен     | 100 000   |